# Touareg (contre-torpilleur)
Pour les articles homonymes, voir Touareg (homonymie).
Le Touareg est l’un des douze contre-torpilleurs de classe Arabe construits pour la marine française au Japon pendant la Première Guerre mondiale.

## Conception
Les navires de la classe Arabe avaient une longueur de 82,26 mètres, une longueur entre perpendiculaires de 79,4 mètres, une largeur de 7,33 mètres et un tirant d'eau de 2,39 mètres. Les navires avaient un déplacement de 865 tonnes à charge normale. Ils étaient propulsés par trois moteurs à vapeur verticaux à triple expansion, chacun entraînant un arbre d'hélice, utilisant la vapeur fournie par quatre chaudières de type Kampon Yarrow à combustion mixte. Les moteurs ont été conçus pour produire 10000 chevaux (7400 kW) et une vitesse de 29 nœuds (54 km/h). Au cours de leurs essais en mer, la classe Arabe a atteint entre 29,16 et 30,44 nœuds (54,00 à 56,37 km/h). Les navires transportaient suffisamment de charbon et de mazout pour une autonomie de 2000 milles marins (3700 km) à 12 nœuds (22 km/h). Leur équipage se composait de cinq officiers et de 104 hommes d’équipage.
L’armement principal des navires de la classe Arabe était un canon Type 41 de 120 millimètres monté devant la passerelle sur le gaillard d'avant. Leur armement secondaire consistait en quatre canons de 76 millimètres Type 41 en affûts simples. Deux d’entre eux étaient positionnés à la hauteur de la cheminée centrale, et les autres étaient dans l’axe du navire, plus à l’arrière. L’un de ces derniers canons était monté sur un affût à fort angle d’élévation et servait de canon antiaérien. Les navires transportaient deux affûts jumelés au-dessus de l’eau pour des tubes lance-torpilles de 450 millimètres. En 1917-18, un râtelier pour huit grenades anti-sous-marines de 75 kilogrammes a été ajouté.

## Carrière
Le Touareg a été commandé à Mitsubishi Heavy Industries et a été mis en chantier au chantier naval de Nagasaki en 1917. Il été radié le 27 août 1935 et démoli pour la ferraille.